# Misa (bướm đêm)
Misa  là một chi bướm đêm thuộc họ Noctuidae.

## Loài
- Misa cosmetica Karsch, 1898
- Misa costistrigata Bethune-Baker, 1927
- Misa memnonia Karsch, 1895
- Misa schultzei Aurivillius, 1925

## Hình ảnh

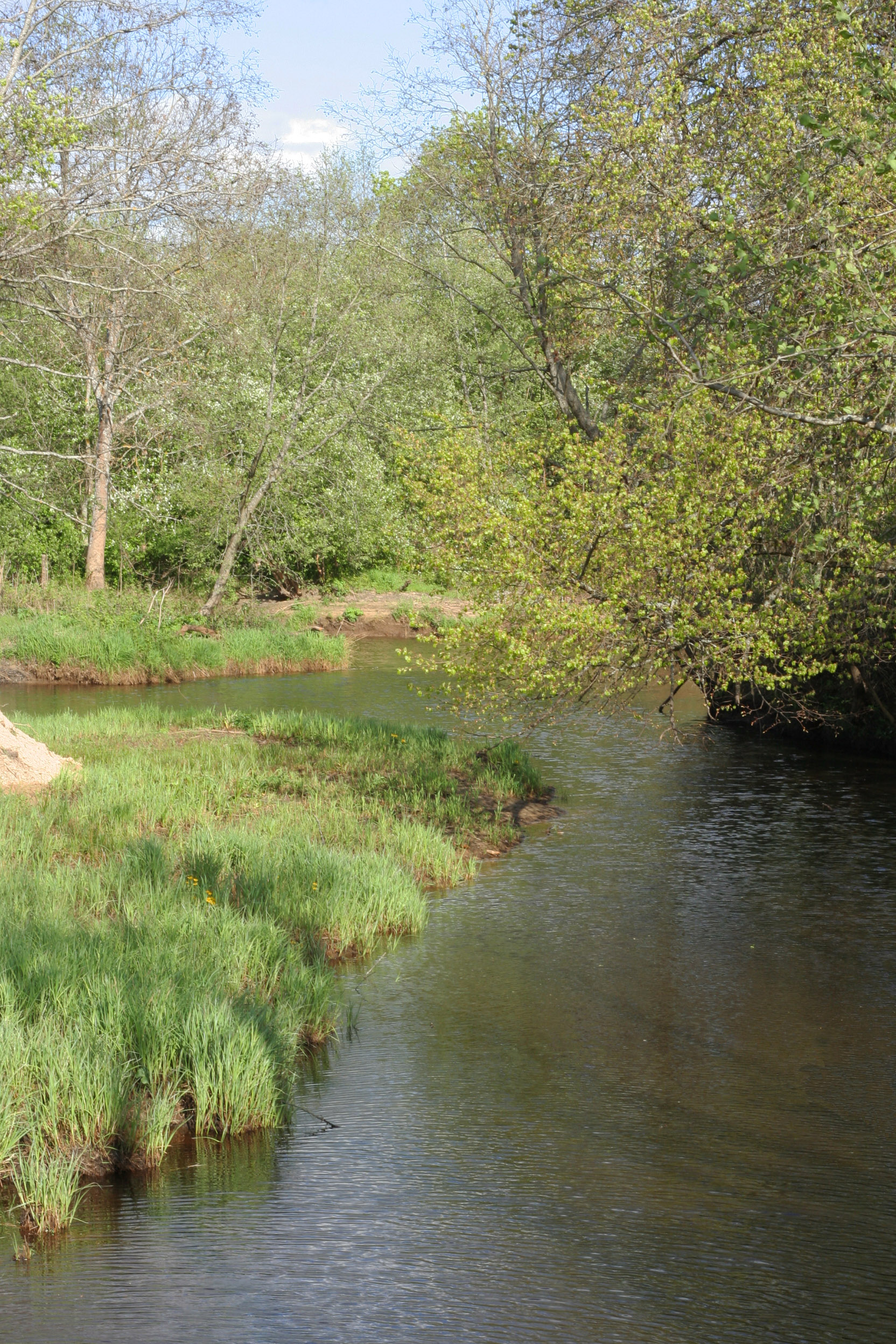
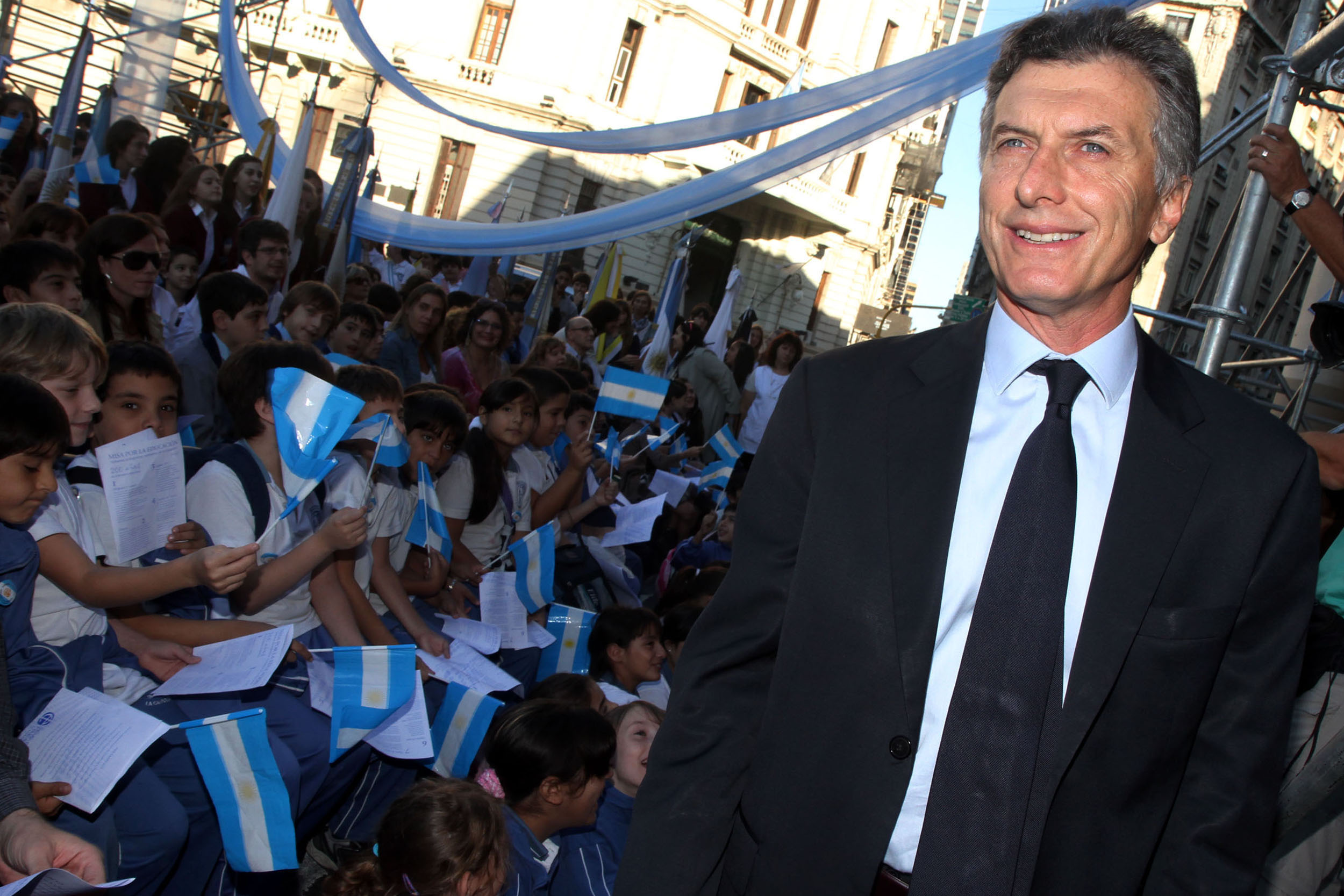
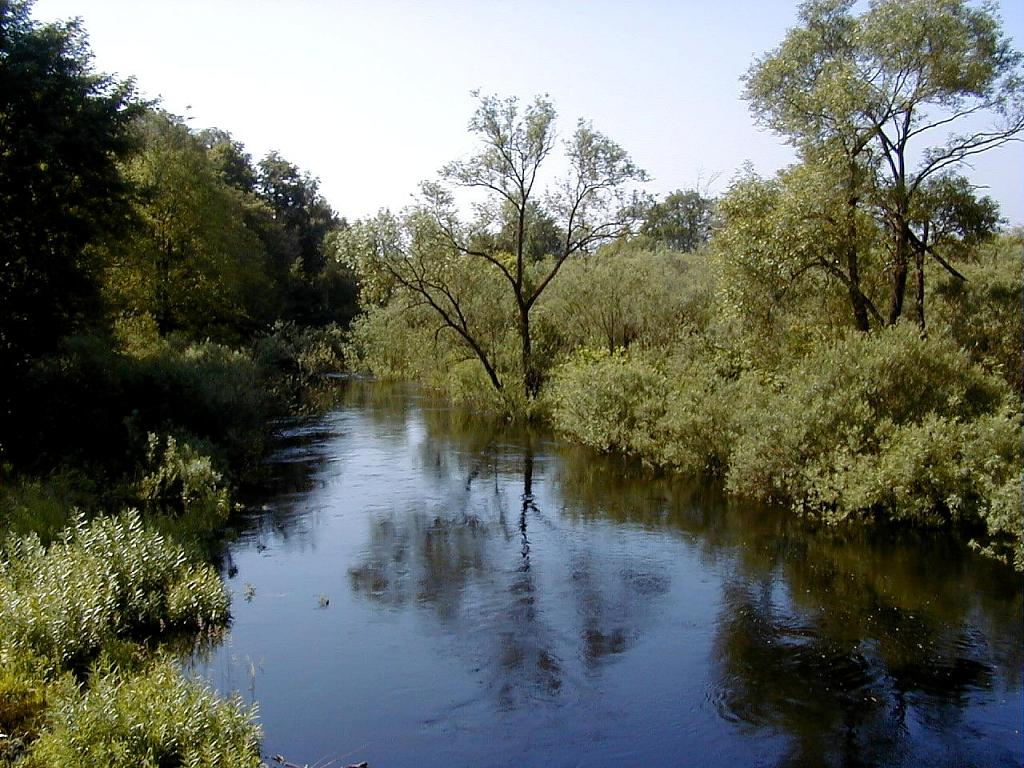
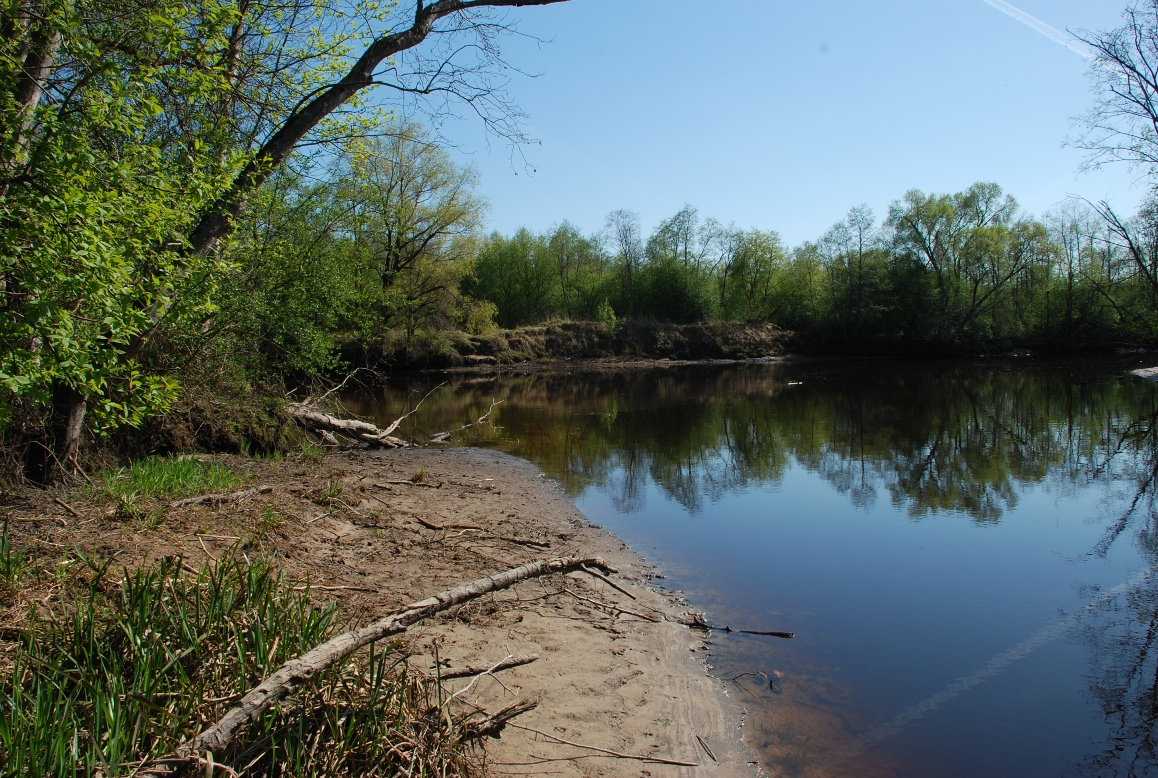